# Вольф-Генріх фон Гелльдорф
Граф Вольф-Генріх Юліус Отто Бернгард Фріц Герман Фердинанд фон Гелльдорф (нім. Wolf-Heinrich Julius Otto Bernhard Fritz Hermann Ferdinand Graf von Helldorff; 14 жовтня 1896, Мерзебург — 15 серпня 1944, Берлін) — німецький політичний і державний діяч, активіст НСДАП, обергруппенфюрер СА (1933), обергруппенфюрер СС, генерал поліції (1938), начальник поліції Потсдама і Берліна. Страчений за участь в змові проти Гітлера.

## Життєпис

### Війна, фрайкор, путч
Походив із відомого шляхетного роду. Народився в сім'ї великого землевласника капітана Філіпа Гелльдорфа. Під час Першої світової війни служив в Торгауском гусарському полку. У тому ж полку служив Йоахім фон Ріббентроп — майбутній міністр закордонних справ Німеччини (1938—1945). Гелльдорф починав службу в званні прапорщик. У 1915 році підвищено до лейтенанта. У званні капітана був військовим перекладачем Маттіаса Ерцбергера при укладанні Комп'єнського перемир'я.
Вольф-Генріх фон Гелльдорф дотримувався ультраправих політичних поглядів. Після війни він був членом фрайкору під командуванням Герхарда Россбаха. У 1920 році Гелльдорф брав участь в капповському путчі, після провалу на деякий час втік до Італії.
З 1921 по 1928 рік Гелльдорф займався сільським господарством у своєму маєтку Вольмірштедт (Wohlmirstedt). Керував місцевою організацією Сталевого шолома.

### Нацистський депутат
З середини 1920-х років Вольф-Генріх фон Гелльдорф знову включився в політику в якості активного націонал-соціаліста. У 1924—1928 та 1932—1933 роках — депутат Прусського ландтагу (парламенту). Спочатку представляв Націонал-соціалістичний вільний рух (легальна нацистська організація, створена для прикриття після поразки Пивного путчу). З 1930 року Гелльдорф став членом НСДАП (членський номер 325 408). У 1932 році був головою фракції НСДАП в ландтазі.
У 1931 році Вольф-Генріх фон Гелльдорф очолив організацію нацистських штурмовиків в Берліні. Брав участь в організації та проведенні першого великого єврейського погрому в Веймарській республіці 12 вересня 1931 року. Був притягнутий до кримінальної відповідальності, але завдяки юридичної допомоги Роланда Фрайслера відбувся невеликим штрафом. Активний учасник формування уряду Гітлера влітку 1932 року: був посередником під час зустрічі Йоахіма фон Ріббентропа з Гітлером в Берхтесгадені. Ріббентроп намагався переконати Гітлера вступити в переговори з Гінденбургом і Папеном з метою домогтися канцлерства.

### Поліцейський функціонер
Після приходу нацистів до влади в березні 1933 року Вольф-Генріх фон Гелльдорф був призначений начальником поліції Потсдама. За сумісництвом він очолив загони СС в Берліні. На цих постах він оголосив, що за кожного вбитого нациста загинуть десять марксистів.
У 1935 року Гелльдорф був призначений начальником загальної поліції (ОРПО) Берліна. На цій посаді він був відомий активним переслідуванням берлінських євреїв. Зокрема, Гелльдорф ввів так зване «пожертвування», яке єврей повинен був заплатити, щоб отримати паспорт і можливість емігрувати з Німеччини. Хелльдорф зіграв видну роль в погромах Кришталевої ночі, організації довільних арештів, побиття, грабежів і вбивств під приводом роззброєння євреїв.
Лютий антисемітизм Гелльдорфа мав тіньову сторону: він був відомий безладним і розпусним способом життя, постійно знаходився в великих грошових боргах. У 1931 році за борги було продано його маєток. Переслідування берлінських євреїв і вимагання «пожертвувань» було для нього способом поправити власне фінансове становище. Крім того, постійним кредитором Гелльдорфа був єврейський трюкач-«ясновидець» Ерік Ян Гануссен, убитий штурмовиками 25 березня 1933 року. Альберт Шпеєр з огидою згадував, з якою жадібністю Гелльдорф привласнював предмети розкоші в окупованій Відні 1938 року.

### Причетність до змови
У 1938 році Гелльдорф встановив контакти з військової опозицією. Важливою причиною його переорієнтації було обурення Справою Бломберга — Фріча. Він підтримував контакти з Людвігом Беком, Ервіном фон Віцлебеном, Фрідріхом Фроммом, Фрідріхом Ольбріхтом, Фріцем-Дітлофом Шуленбургом — майбутніми керівниками та учасниками антигітлерівського змови. У 1944 році фон Гелльдорф мав контакт з Клаусом фон Штауффенбергом.
Змовники розраховували на допомогу Гелльдорфа як глави берлінської поліції. Однак вони переоцінили його готовність до участі в перевороті. Гелльдорф намагався підстрахувати себе обмеженістю своєї причетності. Його участь не дала очікуваного ефекту.
Розслідування гестапо швидко встановило причетність фон Гелльдорфа. Народна судова палата під головуванням Роланда Фрайслера винесла йому смертний вирок. 15 серпня 1944 року Вольф-Генріх фон Гелльдорф був повішений в берлінській в'язниці Пльотцензее. Гітлер і Гіммлер висловилися з цього приводу з різкими коментарями, зазначивши відому безладність Гелльдорфа в грошових справах.

## Сім'я
11 жовтня 1920 року в Ротенбурзі Гелльдорф одружився з Еллінор фон Ведель (10 листопада 1894, Дармштадт — 8 квітня 1971, Мюнстер). В шлюбі народились 5 дітей:
- Вольф-Інго Фердинанд Юліус Генріх Бенно (23 жовтня 1921, Лейпциг)
- Йоахім Фердинанд Ганс Генріх Ведего (6 березня 1923, Вольмірштедт — 14 червня 1997)
- Ода Кармен Гізела Генрієтта (20 січня 1927, Вольмірштедт)
- Ганс-Бенно Фердинанд генріх (3 березня 1929, Гарцбург — 10 серпня 2016)
- Олаф Рюдігер Генріх (15 травня 1936, Берлін)

## Оцінка
Незважаючи на формальну причетність, Вольф-Генріх фон Гелльдорф практично не згадується серед учасників німецького Опору або Змови 20 липня 1944. Відгуки про нього носять вкрай негативний характер. У той же час його називають «яскравою і суперечливою фігурою Третього рейху» — жорстокість і корумпованість поєднувалися у Гелльдорфа з тягою до незалежності і здатністю до самостійного мислення.

## Образ Гелльдорфа в культурі

### У літературі
Граф фон Гелльдорф послужив прообразом графа Цінздорфа — персонажа роману Ліона Фойхтвангера «Брати Лаутензак», нацистського карателя і холоднокровного вбивці, гордовитого аристократа, який дозволяв собі ігнорувати накази самого Гітлера. Сюжетна лінія роману, що стосується відносин Ульріха Цінздорфа з Оскаром Лаутензаком — грошова заборгованість Цінздорфа і спровокований ним конфлікт, який скінчилися загибеллю Лаутензака — взята з біографії Хелльдорфа. Прообразом Лаутензака став Ерік Ян Гануссен.

### У кінематографі
У фільмі Операція «Валькірія» роль Гелльдорфа виконав німецький актор Вальдемар Кобус.

## Нагороди
- Залізний хрест 2-го і 1-го класу
- Орден Білого сокола, лицарський хрест 2-го класу з мечами
- Почесна пов'язка СА

- Почесний кут старих бійців (лютий 1934)
- Почесний хрест ветерана війни з мечами (1934)
- Золотий партійний знак НСДАП (30 січня 1938)

- Хрест Воєнних заслуг 2-го і 1-го класу з мечами
- Лицарський хрест Хреста Воєнних заслуг з мечами (10 лютого 1944)
- Медаль «За вислугу років у НСДАП» в бронзі та сріблі (15 років)